# تعطيل الحكومة الفيدرالية الأمريكية 2013
دخلت الحكومة الفيدرالية الأمريكية في ما يسمى بتعطيل بداية من الأول من أكتوبر عام 2013. وقد تسبب هذا الوضع بوقف كل الخدمات الحكومية المصنفة على أنها «غير ضرورية» حسب قانون الحماية من العجز المالي. ويعتبر هذه التعطيل هو الأول منذ التعطيل الذي تم في عامي 1995 و1996. وقد مرت الحكومة الفيدرالية بثمانية عشر حادثة تعطيل منذ 1976.
التعطيل هو أحد عوارض الخلافات المستمرة بين الرئيس أوباما (العضو في الحزب الديموقراطي) ومجلس الشيوخ ذو الأغلبية الديموقراطية ومجلس النواب ذو الأغلبية الجمهورية. وتتمركز هذه الخلافات على تمويل وتنفيذ قانون حماية المرضى والرعاية الميسرة والذي يعرف ب«أوباما كير». والأول من أكتوبر هو أول يوم في العام المالي 2014 وهو أيضا أول يوم لتفعيل الكثير من بنود قانون الرعاية الميسرة. كما أن أسواق التأمين الصحي التي تم توفيرها عن طريق القانون كان سيتم تدشينها في نفس اليوم.

## أحداث ومشاكل سبقت الوضع
حيث أنه لم يتم الموافقة على ميزانية للحكومة، فقد اقترح مجلس الشيوخ العمل بقرار إستثنائي يقضي بتمديد السنة المالية الحالية إلى ديسمبر 2013 حتى يكون هناك وقت إضافي لإستمرار المفاوضات الخاصة بمراحل التمويل. ومع وجود أصوات كافية لتمرير القرار، رفض السيناتور جون بينر إجراء تصويت عليه. وهذا خوفا من تنحيته من قبل معارضي القرار والذين سيتم دعمهم من قبل أعضاء الحزب الديموقراطي. وقد طلب العديد من أعضاء الشيوخ الجمهوريين مثل تيد كروز ومايك لي تأجيل أو تعديل قانون الرعاية الميسرة في مقابل تمرير القرار الإستثنائي. وقد قدم كروز خطابا دام لمدة 21 ساعة للفت الانتباه إلى أهدافه.
في الثلاثين من سبتمبر، رفض مجلس الشيوخ العديد من القرارات الإستثنائية المقترحة من قبل مجلس النواب. والتي كان يمكنها تمويل الحكومة إلى شهر ديسمبر إلى أن يتم تأجيل أو تعديل كيفية تنفيذ العديد من بنود قانون الرعاية الميسرة. وعلى نفس المنوال، رفض مجلس النواب كافة اقتراحات مجلس الشيوخ لتمويل الحكومة من غير تعديل سبل تنفيذ القانون المختلف عليه. وحتى إن أذعن مجلس الشيوخ إلى مجلس النواب، فقد هدد الرئيس أوباما باستخدام حق الفيتو ضد أي إجازة قانونية تقضي بتأجيل قانون الرعاية الميسرة.

## تأثير الوضع على عمليات الحكومة الفيدرالية
أصدرت سيليفيا بورويل (مديرة مكتب الإدارة والميزانية الخاص بالبيت الأبيض) مذكرة يوم السابع عشر من سبتمبر تقضي بأن تقوم كل وكالة فيدرالية بتقديم خطة طوارئ توضح ما هي العمليات الضرورية حسب تعريف قانون الحماية من العجز. وقد ذكرت سيليفيا في المذكرة: “هناك وقت كافي كي يمنع الكونغرس كارثة في الميزانية المعتمدة والإدارة على إستعداد للعمل مع الكونغرس لتفعيل قرار قصير المدى يمول العمليات الضرورية والحرجة وإعطاء الكونغرس الوقت الكافي لاعتماد ميزانية السنة المالية لعام 2014. ولكن تتطلب القيادة الحكيمة إستعداد كل الوكالات لاحتمال حدوث كارثة انهيار.”
عند تنفيذ التعطيل يحصل العاملون في معظم «القطاعات الغير ضرورية» على إجازة من غير مرتب. ويتوقع أن يكون عددهم 800,000 عامل ابتداء من الأول من أكتوبر. وبحسب تقديرات البيت الأبيض فأن أسبوع واحد من التعطيل سيكلف الاقتصاد الأمريكي 10 مليارات دولار. وقد أنذر الرئيس أوباما بأن التعطيل سيكون له تأثير حقيقي وفوري على الناس الحقيقية. وهو تعبير مجازي للإنذار بأن التعطيل سيكون أول ضحاياه الفقراء وأصحاب الدخل اليومي.
سيتم تمويل الخدمات الحكومية الرئيسة مثل خدمة مراقبة الحركة الجوية عن طريق قوانين التمويل في حالات الطوارئ، ولكن هناك أوجه أخرى من هذه الخدمات سيتم إيقافها (مثل التدريب والدعم على سبيل الذكر). بعض الوكالات والوزارات مثل وزارة الولايات المتحدة لشئون المحاربين القدامى وإدارة الضمان الاجتماعي ممولة عن طريق اعتمادات دائمة أو طويلة المدى ولن تتأثر بتوابع التعطيل بصورة كبيرة. كما أن خدمة البريد للولايات المتحدة ممولة ذاتيا وستستمر في العمل كما كان الحال قبل التعطيل.

### لجنة معالم الحرب الأمريكية
لجنة معالم الحرب الأمريكية تشرف على مقابر جنود أمريكيين أسست في أراضي 24 دولة أجنبية. حيث أن كل جندي من هؤلاء الجنود قتل على أرض الدولة التي دفن فيها. سيتم غلق كل هذا المقابر بالإضافة إلى 26 معلم آخر خاص بتكريم الجنود الأمريكيين طول فترة تعطيل الحكومة.

### لجنة سلامة المنتجات الإستهلاكية
لن تقوم لجنة سلامة المنتجات الإستهلاكية بسحب أي منتجات قد تعرض المستهلك للإصابة طالما أن طبيعة الإصابة لن تكون خطيرة.

### وزارة الزراعة
سيستمر مفتشو اللحوم والطيور والحبوب في العمل. ولكن لن تقوم الوزارة بنشر أي تقارير أو إحصائيات اقتصادية بما في ذلك تقارير الأسعار ومستويات توريد السلع الزراعية. وهذه التقارير في غاية الأهمية لأسواق السلع. كما سيقوم جهاز الغابات بإغلاق مكاتبه وإعطاء معظم موظفيه إجازة من غير مرتب. وسيبقى للعمل عدد محدود من الموظفين وهم من يعملون على تطبيق القانون وإطفاء الحرائق. وسيتم غلق كل المخيمات وأي مواقع ترفيهية أخرى تحت إشراف الوكالة. وستقوم الوزارة بإغلاق كلا من وكالتي خدمة الأبحاث الزراعية وخدمة الزراعة الخارجية.
سيكون برنامج تغذية النساء والرضع والأطفال تحت خطر التقليص. وهو برنامج يقوم على توفير الغذاء للنساء الحوامل ذوات الدخل المنخفض والأمهات والأطفال حيث أن الحكومة ستوقف كل إسهاماتها به. قد تتمكن بعض الولايات من إستكمال العمل بالبرنامج باستخدام الاحتياطي النقدي الذي في حوزتها لمدة أسبوع تقريبا. أما بالنسبة للبرنامج الأكبر والأشمل وهو برنامج المساعدة الغذائية التكميلي (والذي يعرف أيضا ببرنامج الطوابع الغذائية) فهو ممول من قبل قانون إنعاش الاقتصاد الأمريكي وسيستمر حتى في عام 2014.
أما برنامج معايير الأغذية العضوية الوطني (الذي يعني بوسم الأغذية على أنها عضوية إذا وافقت المعايير) فقد تم إيقافه وهذا بجانب برنامج يتأكد بأن الأغذية المستوردة عليها ملصق بلد المنشأ الأصلي.

### وزارة التجارة
ستمنح وزارة التجارة 40,234 موظف من أصل 46,420 إجازة من غير مرتب. سيبقى مكتب براءات الاختراع والعلامات التجارية مفتوحا من ثلاثة إلى أربعة أسابيع باستخدام إيرادات الرسوم على البراءات والعلامات المسجلة. كما سيستمر جهاز الطقس الوطني (والذي كان يعرف سابقا بمكتب الطقس) في تقديم التنبؤات والمراقبات والتحذيرات الجوية كما هو معتاد لأهميتها في حماية الأرواح والممتلكات. ولكن بعض خدمات الأبحاث والتطوير والتحسين لنظام التنبؤات العالمي سيتم إيقافها. ولن تقوم وزارة التجارة بإصدار أي بيانات عن الوضع الاقتصادي.

### الأكاديميات العسكرية
أثر التعطيل على الأكاديميات العسكرية الأمريكية من نواحي عديدة. وقد تم منح الكادر الأكاديمي المدني إجازة من غير مرتب وبناء عليه تم إلغاء الكثير من المقررات. كما تم إغلاق مكتبة أكاديمية سلاح الجو الأمريكي. مكتبات الأكاديمية البحرية الأمريكية والأكاديمية العسكرية الأمريكية ما زالت مفتوحة ولكن لا يمكن للطلبة اقتراض كتب. تم تعيين موظفين في مكتبات الأكاديمية الحربية الأمريكية من فرقة «ويست بوينت» الموسيقية والتي تعرف أيضا بفرقة الأكاديمية الحربية الأمريكية. تم إيقاف مبارزات ألعاب القوى بين الكليات.

### وزارة التعليم
ستمنح وزارة التعليم 3,983 موظف من أصل 4,225 إجازة من غير مرتب. كما ستواصل الحكومة منح الطلبة منح «بيل» بالإضافة إلى أنواع أخرى من القروض ولكن سيأثر قرار إعطاء الموظفين إجازات من غير مرتب على سرعة الاستجابة إلى الأسئلة وطلبات المنح والقروض. وقد حذرت وزارة التعليم في خطة الطوارئ التي أعدتها، أنه في حالة تنفيذ التعطيل وتوقف تمويل للوزارة لمدة تزيد عن أسبوع فإن ذلك سيؤدي إلى كارثة فادحة حيث أنه سيؤثر بالسلب على التدفق النقدي للمناطق التعليمية والكليات والجامعات ووكالات التأهيل المهني التي تعتمد على التمويل الوزاري لدعم خدماتهم.

### وزارة الطاقة
ستمنح وزارة الطاقة 9,584 موظف من أصل 13,814 إجازة من غير مرتب. وسيستمر الباقي في العمل حتى يتم إستنفاذ الموارد المالية للوزارة.

### وزارة الصحة والخدمات الإنسانية
لم يوفر برنامج «هيد ستارت» (أي إبدأ مبكرا)، والذي أنشأ للاهتمام بالحضانات وتمويل نشاطات أخرى للأطفال، أي تمويل ل23 برنامج في 11 ولاية. كان من المفترض أن تمول هذه البرامج ابتداء من 1 أكتوبر. أحد البرامج المتضررة والمتوقف حاليا برنامج يشرف على 900 طفل في برينتس، مسيسيبي.

### مراكز الوقاية من ومكافحة الأمراض
تم إعطاء 68% من الموظفين في هذه المراكز إجازة من غير مرتب. كما لن تتمكن مراكز الوقاية من ومكافحة الأمراض من إجراء أي تحقيقات مفصلة لاكتشاف وتحليل أي تفشي للأمراض والذي يمكن أن يبدأ في عدة ولايات في نفس التوقيت أو توفير رصد عن الإنفلونزا.

### إدارة الغذاء والدواء
سيتم إعطاء 45% من14,779 موظف في إدارة الغذاء والدواء إجازة من غير مرتب. وستوقف الإدارة التفتيش الدوري على سلامة الغذاء بالإضافة إلى معظم معامل الأبحاث الخاصة بها. ولكن سيلتزم العاملين بالإدارة بمعالجة الحالات الطارئة وسحب السلع التي تمثل خطرا شديدا على جمهور المستهلكين.

### معاهد الصحة الوطنية
ستوقف معاهد الصحة الوطنية كل الأبحاث التي تعقد في المكتب الرئيس والذي يقع في بيثيسدا، ماريلاند. كما لن يتم إشراك المزيد من المرضى في أي تجارب طبية. وقد قامت المعاهد بالانتهاء من الجولة الأولى من البت في طلبات المنح المقدمة من هيئات وباحثين خارجيين. ولكن يجب الانتهاء من الجولة الثانية في 5 من أكتوبر. إذا لم تطول مدة التعطيل فإن عملية الموافقة على المنح للسنة المالية الجديدة لن تتأخر. وفي حالات نادرة، لن يتمكن باحثي معاهد الصحة الوطنية من الحصول على المنح الخاصة بهم. وقد وضع تحذير على الموقع الرسمي الخاص بالمعاهد بأن المعلومات المنشورة قد لا تكون محدثة وأن المعاملات عن طريق الموقع قد لا يتم البت فيها بالإضافة إلى أن الوكالة قد لا تتمكن من الرد على الإستفسارات حتى يتم توفير الاعتمادات.
سيوقف معهد الصحة البيئية الوطني كل أبحاثه التي تعقد في مقره الرئيس ب«تارينجل بارك» (منتزه المثلث)، كارولينا الشمالية.

### وزارة الأمن القومي
سيستمر ما يقارب من 86% من موظفي وزارة الأمن القومي في العمل خلال التعطيل. وأما نسب الموظفين المستمرين في كل من الهيئات التالية هو:
| الهيئة                                | نسبة الموظفين الذين سيتم الإبقاء عليهم |
| ------------------------------------- | -------------------------------------- |
| جهاز الجنسية والهجرة للولايات المتحدة | 97%                                    |
| جهاز الخدمة السرية للولايات المتحدة   | 92%                                    |
| خفر السواحل الأمريكية                 | 88%                                    |
| جهاز الجمارك وحماية الحدود الأمريكية  | 88%                                    |
| الوكالة الفيدرالية لإدارة الطوارئ     | 78%                                    |

لن تتأثر ماسحات المطارات المستخدمة في إدارة أمن النقل بالقرار. ولكن سيتم غلق نظام «إي-فريفاي» (التحقق الإلكتروني) والذي يمكن أرباب العمل من التحقق من أن الأفراد الذين يرغبون في توظيفهم مؤهلين للعمل في الولايات المتحدة الأمريكية. والمشكلة أن العديد من الولايات تفرض على أرباب العمل استخدام النظام. على سبيل المثال، تفرض ولاية جورجيا على الشركات التي لديها 10 موظفين فأكثر استخدام النظام الأنف ذكره.
لن تقوم وزارة الأمن القومي بالتحقيق في أو قبول أي شكاوى خاصة بالحريات المدنية. كما أنها لن توفر أي تدريب في مجال الحريات المدنية للمسؤولين على مستوى الولاية أو المستوى المحلي أو الفيدرالي.
لن يقوم جهاز خفر السواحل بإصدار أي تراخيص لقوارب تجارية أو سياحية، أو تجديد أو إصدار رخص لأي طاقم بحري. كما تم إغلاق مركز التدريب على تطبيق القانون الفيدرالي في غلنكو، جورجيا. وقد كان المركز يدرب ما يقارب من 70000 ضابط محلي وفيدرالي وتطبيق قانون دولي وولاية سنويا.

### وزارة الإسكان والتنمية العمرانية
ستستمر إدارة الإسكان الفيدرالية في النظر في طلبات قروض العقارية الجديدة. وعلى الرغم من هذا، ستقوم الوكالة بإعطاء أكثر من 96% من موظفيها إجازة من غير مرتب ما سيترتب عليه تأخر في الردود.

### وزارة الداخلية
سيتم إغلاق كل وحدات جهاز الحدائق الوطنية والذي يبلغ عددهم 401. لكن سيتم الإبقاء على عدد محدود من حراس الغابات ورجال الإطفاء. وستقوم شرطة الحدائق العامة بنصب حواجز حول المعالم الوطنية في واشنطن العاصمة وفي جميع أنحاء البلاد. ومن ضمن هذه المواقع: حديقة يوسيميتي الوطنية، وتمثال الحرية في نيويورك، وجزيرة إيليس، وقاعة الاستقلال بفيلادلفيا، ومدينة الحانة، وجزيرة ألكتراز بـ خليج سان فرانسيسكو، ونصب واشنطن والنصب التذكاري الوطني للحرب العالمية بـ واشنطن العاصمة. ولأنه يجب إخلاء الحدائق والمنتزهات طول فترة التعطيل، أعطى جهاز الحدائق الوطنية مهلة 48 ساعة لكل الزائرين المبيتين في أي حديقة وطنية حتى يرحلوا. كما توقف الجهاز عن تحميل صور على موقع فليكر.
سيتوقف مكتب إدارة الأراضي عن البت في تصاريح جديدة لإستكشاف النفض والغاز ولكن سيستمر في مراقبة وتفتيش مواقع الإنتاج وخطوط الأنابيب القائمة. وسيوقف مكتب إدارة طاقة المحيطات جميع الأعمال المختصة بالطاقة المستخرجة من البحار.
أعاق التعطيل الجهود المبذولة لإيجاد مُسافرة مفقودة (تدعى جوديان إليوت بلايكسلي) في محمية ونصب فوهات القمر الوطني. فقدت جوديان في 23 من سبتمبر وتم العثور على جثة رفقيتها في الرحلة إيمي لينكرِت. البحث كان على قدم وساق إلى أن تم تفعيل التعطيل الذي تسبب في إعطاء ستة عشر موظف مشارك في عملية البحث إجازة من غير مرتب. وقد تسبب هذا في إيقاف البحث بشكل كبير ولكن طلبت عائلة المفقودة من متطوعين الإستمرار في البحث.

### وزارة العدل
سيتم الإبقاء على 85% من موظفي الوزارة. وسيحتفظ كل ضباط الشرطة بأعمالهم ولكن سيتوقف العمل على الدعاوى المدنية. على سبيل المثال، قامت وزارة العدل بتقديم اقتراح يقضي بتأجيل قضية مكافحة الاحتكار الخاصة بصفقة اندماج شركتي الخطوط الجوية الأمريكية وخطوط الولايات المتحدة الجوية. وتسعى الوزارة أيضا إلى تأجيل الدعوى التي قامت برفعها مؤسسة الحدود الإلكترونية (Electronic Frontier Foundation) التي تسعى إلى معرفة نشاطات الحكومة الرقابية. هذا بالإضافة إلى محاولة تأجيل دعوى تم رفعها من قبل الاتحاد الأمريكي للحريات المدنية والتي يسعى الاتحاد من خلالها إلى معرفة معلومات عن الطائرات المقاتلة بدون طيار.
تم إعطاء إجازة من غير مرتب ل70% من موظفي محاكم الهجرة (بما في ذلك القضاة). وسيتم النظر فقط في الدعاوى الخاصة بالأشخاص الذين تم حجزهم من قبل بسبب وضعهم غير القانوني. ولكن بما أن القضايا متراكمة في محاكم الهجرة حتى من قبل التعطيل فإن النظر في القضايا المؤجلة قد يستغرق أكثر من سنة.

### وزارة العمل
ستبقي وزارة العمل على 2954 موظف من أصل 16304. وستوقف إدارة السلامة والصحة المهنية جميع حملات التفتيش على سلامة أماكن العمل إلا إذا كان هناك خطر محقق أو حالة موت. كما سيتم وقف كل التحقيقات في وقائع السرقة والتمييز العنصري. ولكن ستستمر الوزارة في دفع تأمينات البطالة ومطالب التعويض المقدمة من العمال.
سيتوقف مكتب إحصاءات العمل عن عقد أبحاثه الخاصة بالاقتصاد ومعدلات التوظيف. ولن ينشر التقارير الشهرية عن التوظيف. وسيأجل تقرير التوظيف الذي كان من المزمع نشره في 4 من أكتوبر. وتأتي أهمية هذا التقرير من اعتماد المؤسسات المالية العالمية عليه في تقييم الاقتصاد الأمريكي. ولكن لن تتأثر التقارير الأسبوعية الخاصة بطلبات البطالة.

### وزارة الخارجية
ستستمر وزارة الخارجية في النظر في طلبات الفيزا والجوازات وتقديم الخدمات القنصلية. وسيتم الاستعانة بمصاريف التقديم كمصدر للتمويل. وستغلق الوزارة مكتب المفتش العام. كما أنها ستوقف عمليات التعيين وسيأجل تاريخ التعيين الرسمي لكل من تقدم لوظيفة وقبل بها.

### وزارة النقل
لن تعقد إدارة سلامة الطرق السريعة الوطنية أي حملات إستدعاء لسيارات معطوبة. سيتمكن المستهلكون من تقديم شكاوى بخصوص سلامة السيارات ولكن لن يتم العمل عليها من قبل الإدارة. كما أوقفت الإدارة كل التحقيقات الجارية بخصوص حوادث السيارات. على سبيل الذكر، لم تقم الإدارة بالتحقيق في حادثة حريق بطارية سيارة كهربائية من إنتاج شركة تسلا (موديل السيارة هو تسلا إس) في كينت، واشنطن. وقد أعطت الإدارة 333 موظف من أصل 597 إجازة من غير مرتب.
قامت الأكاديمية البحرية التجارية للولايات المتحدة بوقف كل فصولها الدراسية. وقد أعطت إدارة البحرية للولايات المتحدة 451 موظف من أصل 830 إجازة من غير مرتب. مع العلم بأن هذه الإدارة هي التي تدير الأكاديمية البحرية التجارية.
ستقوم إدارة الطيران الفيدرالية بإعطاء 15500 موظف من أصل 46000 إجازة من غير مرتب. سيستمر المراقبون الجويون في العمل وتم إعطاء إجازة من غير مرتب لما يقارب من 3000 مفتش سلامة الخطوط الجوية (وقد تم إستدعاء 800 موظف منهم مرة أخرى). سيوقف العمل على نظام الجيل الجديد من النقل الجوي والذي يعرف ب«نكست جين» (الجيل القادم) بالإضافة إلى تدريب المراقبين الجويين والعمل على سياسات الطيران والملاحة الجوية.

### وزارة المالية
سيأثر التعطيل على جهود الولايات المتحدة المبذولة لمحاربة غسيل الأموال وفرض عقوبات اقتصادية على إيران وكوريا الشمالية ودول أخرى. وقد قامت الوزارة بإعطاء 90% من موظفي مكتب الإرهاب والإستخبارات المالية و91% من شبكة مكافحة الجرائم المالية إجازة من غير مرتب. ومهمة هذه الوكالات هي مراقبة وكتابة تقارير عن العمليات المشبوهة للبنوك والمؤسسات وتنفيذ العقوبات الاقتصادية.
سيأخر التعطيل إجراءات الإفراج عن المشروبات الكحولية الجديدة. كما سيتوقف مكتب تجارة وضرائب الكحول والتبغ عن منح تصاريح لمصانع البيرة والخمر ومعامل التقطير، وعلامات الكحول التجارية.

### وزارة شؤون المحاربين القدامى
قامت الوزارة بإعطاء 14224 موظف من أصل 332025 إجازة من غير مرتب. لن تتأثر الخدمات الصحية المقدمة من قبل الوزارة بقرار التعطيل. وقد تم صرف كل المعاشات ومدفوعات العجز وقانون إعادة تكييف محاربي الحرب العالمية الثانية الخاصة بشهر أكتوبر. ولكن إذا استمر التعطيل لأكثر من أسبوعين أو ثلاثة، قد لا تتمكن الوزارة من دفع مستحقات شهر نوفمبر. ستنظر الوزارة في طلبات العجز المقدمة قبل تنفيذ التعطيل ولكن قد تطول مدة الاستجابة. ولن يتم النظر في أي من الطلبات المقدمة بعد التعطيل كما سيتم وقف جميع طلبات الإستئناف.

### وكالة حماية البيئة
قامت الوكالة بإعطاء 93% من أصل 16205 موظف إجازة من غير مرتب. ستوقف الوكالة معظم التصاريح والتراخيص مما سيسبب في تعطيل الشركات التي تسعى لتوسيع أو إنشاء مباني. ستتوقف الوكالة عن العمل على سياسات جديدة مثل سياسات الوقود المتجدد (الوقود الحيوي على سبيل المثال) وتلوث الهواء. كما أوقفت الوكالة أعمال تنظيف 505 موقع ملوث بمواد خطرة (يسمى هكذا موقع بموقع «سوبر فنض». و«سوبر فنض» هو الاسم الشائع لقانون الاستجابة البيئية والتعويض والمسؤولية).

### لجنة الاتصالات الفيدرالية
أعطت اللجنة 98% من موظفيها إجازة من غير مرتب. وستتوقف اللجنة الموافقات على طلبات الدمج المقدمة من قطاع البث التلفزيوني. من ضمن الصفقات المؤجلة: صفقة شراء بيلو من قبل شركة غانيت بقيمة 1.5 مليار دولار، صفقة شراء التلفزيون المحلي من قبل شركة تريبون بقيمة 2.7 مليار دولار، وصفقة شراء ألبرتِون للإتصالات من قبل مجموعة سنكلير للإذاعة بقيمة 985 مليون دولار.
ستوقف اللجنة كل الأعمال المختصة باختبار واعتماد الأجهزة اللاسلكية الجديدة مثل الهواتف المحمولة. وإذا طالت مدة التعطيل قد يؤدي هذا إلى تأجيل مواعيد إطلاق المنتجات الجديدة.

### إدارة الخدمات العامة
أبقت الإدارة على 4094 موظف من أصل 11821 أما الباقي فقد أعطوا إجازة من غير مرتب. سيعمل الموظفون الذين تم الإبقاء عليهم لصيانة الأملاك الفيدرالية ومواصلة مشاريع البناء القائمة من خلال دائرة الخدمات العامة.
لن يتم إعطاء كل موظفي دائرة المقتنيات الفيدرالية إجازة من غير مرتب على مرحلة واحدة ولكنهم سيكونون عرضة لذلك على عدة مراحل موزعة على 25 يوم عمل.

### وكالات الإستخبارات
ستستمر وكالات الإستخبارات في العمل ولكن سيتم إعطاء 70% من الموظفين المدنيين إجازة من غير مرتب. وقد نشرت رويترز في تقرير لها بأن وكالة المخابرات المركزية أعطت 12500 موظف إجازة من غير مرتب. سيكون الأمر مختلف بالنسبة لوكالة إستخبارات الدفاع ووكالة الأمن المركزي من حيث التسريح المؤقت للموظفين لأن معظم من يعمل في هذا الوكالات من الجيش ويعملون بالزي الرسمي الخاص به. ولكن بحسب أقوال مدير وكالة المخابرات المركزية كيث أليكساندر فإن الوكالة قد أعطت ل960 موظف من حملة الدكتوراة و4000 عالم في مجال علوم الحاسب وما يزيد عن ألف عالم رياضيات إجازة من غير مرتب. وقد صرح متحدث رسمي لمدير الإستخبارات الوطنية بأن قدرة مجتمع المخابرات على تحديد المخاطر وتوفير المعلومات للكثير من قرارات الأمن الوطني ستتأثر بالسلب خلال فترة التعطيل. وأن الإجازات الفورية التي أعطيت لقطاع عريض من الموظفين تعني وجود مخاطر أكبر وتحجيم لإمكانية توفير متطلبات الإستخبار في الفترة القادمة. ومن أجل هذا سيتم الدفع بالموظفين الذين تم الإبقاء عليهم إلى أقصى الحدود الممكنة في العمل ولكن في نفس ذات الوقت سيتم التأكد من أنهم يعملون على أهم الأهداف الأمنية. وإذا استمر التعطيل لأكثر من ثلاثة أسابيع قد تتأثر عمليات الإستخبارات جراء تأجيل العقود الجديدة ودفع مستحقات المتعاقدين الحاليين.
سيأجل مجلس الرقابة على الخصوصية والحريات المدنية جلسات الاستماع الخاصة بقضية مراقبة وكالة الأمن المركزي للمدنيين والتي كان من المزمع عقدها يوم 4 من أكتوبر 2013.

### مكتبة الكونغرس
تم غلق مكتبة الكونغرس أثناء التعطيل. وقد تم إيقاف جميع الخدمات المقدمة من قبل هيئة المكتبة الوطنية للمكفوفين والمعوقين جسديا ومواقع المكتبة ما عدا مصدرين للمعلومات التشريعية. كما كان موقعي ثوماس وcongress.gov خارج نطاق الخدمة. تم إعادة تشغيل كل المواقع التي تقع في نطاق loc.gov في 3 أكتوبر 2013.

### الهيئة الوطنية لإدارة ابحاث الملاحة الجوية والفضاء
قامت ناسا بإعطاء 97% من موظيفها إجازة من غير مرتب مما ترك لها أقل من 600 موظف من أصل 18000.
ولكنها استمرت في دعم رواد الفضاء الموجودين على محطة الفضاء الدولية كما كانت حريصة في الإستمرار على صيانة المحطة. وقد تم تقليل التعامل مع المركبات الفضائية غير المأهولة إلى أقل المستويات الممكنة. لم يتوقف أيا من مرصد هابل الفضائي، أو جوالة مارس كيوريوسيتي أو أبورتيونيتي. ولكن توفقت جميع أعمال تحليل البيانات الخاصة بهذه الأجهزة. كما توقفت في هذه الفترة كل الأعمال على المركبات الفضائية التي لم تطلق بعد. بالإضافة إلى وقف كل خدمات ناسا البثية سواء على الإنترنت أو خدمة الكابل التلفزيوني الخاصة بها ووضع رسالة أن التوقف يعزو إلى التعطيل الذي كان قائما وقتها.
استمر فريق عمل مركبة المهمة الخاصة بإستكشاف القمر لادي (LADEE) لأن المهمة كانت في مرحلة حرجة وهي دخول مدار القمر ولكن لم يتم عقد أي تجارب لها علاقة بالمهمة. وقد هدد امتداد التعطيل مهمة من مهام ناسا للمريخ المسماة ميڤين (MAVEN) والتي كانت ستأجل لمدة 26 شهر إذا لم تطلق في الوقت المحدد لها. حيث كان من المقرر إطلاق المركبة الفضائية يوم 18 نوفمبر وإذا لم يتم إطلاق المركبة قبل 7 ديسمبر كان سيتم تأجيل المهمة لعام 2016 لأن كوكب المريخ لن يكون محاذي لكوكب الأرض. وقد حذر قائد المهمة بروس جاكوسكي من تأجيلها حيث صرح أن تأجيل المهمة سيقلل كثيرا من فائدتها لأن التوقيت سيتزامن مع نقطة منخفضة من الدورة الشمسية (أي أن توقيت الرحلة سيكون في وقت ستكون فيه طاقة الشمس منخفضة). وفي 3 أكتوبر، صرح بروس بأن ناسا قد صنفت المهمة على أنها ضرورية لضمان التواصل مستقبلاً مع أجهزة ناسا على المريخ (بالتحديد جوالة مارس كيوريوسيتي وأبورتيونيتي). وأضاف أنه تم إعادة تشغيل عملية معالجة بيانات مركبات الفضاء إستعدادا لإطلاق المركبة في التوقيت المحدد لها.

### إدارة المحفوظات والسجلات
تم إعطاء معظم موظفي إدارة المحفوظات والسجلات إجازة من غير مرتب. كما قامت الإدارة بغلق كل خدماتها الأرشيفية وكل ما تديره في المكتبات الرئاسية. ولكن بقيت مراكز السجلات الفيدرالية مفتوحة.

### المجلس القومي للعلاقات العمالية
تم إغلاق المجلس القومي للعلاقات العمالية وعلى إثر ذلك تم إعطاء كل موظفي المجلس إجازة من غير مرتب. ولكن استثني من هذا القرار 11 موظفا من أصل 1600. وقد أدى هذا القرار إلى تعطيل السبل الرسمية لفض النزاعات بين العمال وإدارات عملهم. كما تم تأجيل محاكمة بين كابل ڤيجين وعمالها في نيويورك.
من أعمال المجلس مراقبة الانتخابات العمالية المختصة بإنشاء أو الانضمام إلى نقابات. وقد تم تأجيل كل الانتخابات خلال فترة التعطيل. والإستثناء الوحيد لهذا القرار كان واقعة إجراء انتخابات من قبل أساتذة مساعدين في جامعة بنتلي بولاية ماساتشوستس لتحديد إذا ما كان يجب عليهم أن إنشاء نقابة خاصة بهم أم لا. ولكن لم يتم فرز الأصوات إلا بعد انتهاء فترة التعطيل.

### مؤسسة العلوم الوطنية الأمريكية
لم تقم مؤسسة العلوم الوطنية الأمريكية بدفع مرتبات أي عالم لديها خلال فترة التعطيل. كما لم تقبل أي تقارير ممن حصلوا على منح منها ولم يتم الرد على أي إسفتسارات خلال الفترة.
قام المرصد الفلكي الراديوي الوطني والذي يمول من قبل المؤسسة بغلق ثلاث مقارب راديوية وهم: تليسكوب البنك الأخضر في غرب فرجينيا والمصفوف الكبير جدا في نيومكسيكو ومصفوف الخط الأساسي الطويل جدا والذي يمتد من هاواي إلى جزر فرجين الأمريكية. والتلسكوبات تستخدم من قبل الكثير من الفلكيين. وقد تحدث عالم فلك راديوي في دورية ساينس عن أن التعطيل يمكن أن يجعل مشروع قائم على تحديد شكل درب التبانة بلا فائدة وأن المشروع قد تم صرف نصف مليون دولار عليه بالفعل. وقد تم إعطاء 385 موظف في المرصد الفلكي إجازة من غير مرتب.
أعلن برنامج الولايات المتحدة للقطب الجنوبي بأنه قام بتغيير حالة ثلاث محطات بحثية وهي قاعدة ماك موردو ومحطة أمندسن سكوت ومحطة بالمر إلى حالة «مراقبة» أو «حراسة» بمعنى أنه سيتم إيقاف جميع النشاطات البحثية والميدانية التي لا تعني مباشرة بسلامة الإنسان أو صيانة وحفظ الممتلكات والمنشأت. وتتمحور أبحاث المؤسسة حول الأحياء والفيزياء الفلكية وتغير المناخ. وحيث أن جميع النشاطات التي تقوم بها المؤسسة تتم ما بين أكتوبر وفبراير (موسم الصيف في القطب الجنوبي) فقد هدد التعطيل بإيقاف هذه النشاطات لموسم 2013-2014.

### المجلس الوطني لسلامة النقل
حد التعطيل من قدرات وإمكانيات المجلس الوطني لسلامة النقل التي تمكنه من التحقيق في حوادث الملاحة الجوية. وبعد حادث الارتطام المميت لطائرة من طراز سيسنا سيتاشن في سانتا مونيكا بولاية كاليفورنيا، قام المحققون بجمع الأدلة التي لديها قابلية للتلف من موقع حطام الطائرة ولكنهم لم يستكملوا التحقيق.

### وكالة تنظيم الطاقة النووية
أعلنت وكالة تنظيم الطاقة النووية والتي تشرف على الطاقة النووية في الولايات المتحدة الأمريكية بأنها سوف تعطي 3600 موظف من أصل 3900 موظف إجازة من غير مرتب ابتداءً من 10 أكتوبر. واستمر باقي الموظفين ومنهم مفتشي سلامة ووحدة صغيرة للاستجابة للطوارئ في العمل. من الأعمال التي توقفت أثناء فترة التعطيل التفتيش الدوري على المواد والمخلفات النووية، وتمارين الإستعداد لحالات الطوارئ وترخيص المحطات النووية وعملية إرساء القوانين والقواعد. وقد تمكنت الوكالة من تأجيل عملية تسريح الموظفين المؤقتة (أي إعطائهم إجازة من غير مرتب) باستخدام أموال مرحلة من السنة المالية المنصرمة، ولكن حتى هذه الأموال تم إستنفاذها قبل انتهاء التعطيل.

## ردود الفعل الدولية
صرح رئيس وزراء بريطانيا ديفيد كاميرون بأن ما يحدث في الولايات المتحدة الأمريكية يجب أن يكون جرس إنذار للمملكة المتحدة والتي يجب عليها التخطيط جيدا لتقليل عجز الموازنة. ويأتي هذا الخطاب لتعزيز إجراءات التقشف التي تتخذها حكومته الحالية ولا تلقى شعبية.